# 12376 Cochabamba
12376 Cochabamba este un asteroid din centura principală de asteroizi.

## Descriere
12376 Cochabamba este un asteroid din centura principală de asteroizi. A fost descoperit pe 8 iulie 1994 la Caussols de Eric Walter Elst. Asteroidul prezintă o orbită caracterizată de o semiaxă mare de 2,57 ua, o excentricitate de 0,24 și o înclinație de 6,6° în raport cu ecliptica.